# Арманкур (Оаза)
Арманкур (фр. Armancourt) насеље је и општина у североисточној Француској у региону Пикардија, у департману Оаза која припада префектури Компјењ.
По подацима из 2011. године у општини је живело 553 становника, а густина насељености је износила 272,41 становника/km². Општина се простире на површини од 2,03 km². Налази се на средњој надморској висини од 203 метара (максималној 112 m, а минималној 30 m).

## Демографија
| 1962. | 1968. | 1975. | 1982. | 1990. | 1999. | 2011. |
| ----- | ----- | ----- | ----- | ----- | ----- | ----- |
| 141   | 159   | 244   | 472   | 501   | 527   | 553   |

График промене броја становника у току последњих година